# Maďarsko na Hopmanově poháru
Maďarsko na Hopmanově poháru startovalo pouze v roce 2004, když do základní skupiny nastoupilo ve složení Petra Mandula a Attila Sávolt.

## Tenisté
Tabulka uvádí seznam maďarských tenistů, kteří reprezentovali stát na Hopmanově poháru.
| Jméno         | Celkem V/P | Dvouhra V/P | Čtyřhra V/P | Poprvé | Počet startů |
| Petra Mandula | 4–3        | 3–1         | 1–2         | 2004   | 1            |
| Attila Sávolt | 2–5        | 1–3         | 1–2         | 2004   | 1            |

- V/P – výhry/prohry

## Výsledky
| Rok    | Fáze soutěže         | Místo konání         | Soupeř    | Výsledek | Stav   |
| ------ | -------------------- | -------------------- | --------- | -------- | ------ |
| 2004 1 | Kvalifikace Play-off | Burswood Dome, Perth | Kanada    | 2–1      | Výhra  |
| 2004 1 | Základní skupina     | Burswood Dome, Perth | Austrálie | 0–3      | Prohra |
| 2004 1 | Základní skupina     | Burswood Dome, Perth | Slovensko | 1–2      | Prohra |
| 2004 1 | Základní skupina     | Burswood Dome, Perth | Kanada    | 3–0      | Výhra  |

1 Přestože Maďarsko porazilo Kanadu v Kvalifikaci, nahradila Kanada zraněný belgický tým v posledním zápase.